# Zack Henry
Pas d'image ? Cliquez ici

a Compétitions nationales et continentales officielles uniquement.

Dernière mise à jour le 25 mars 2025.
Zack Henry, né le 1er octobre 1994 à Brighton (Angleterre), est un joueur anglais de rugby à XV évoluant aux postes de demi d'ouverture et d'arrière avec le Stade français Paris.

## Biographie

### Jeunesse et formation
Zack Henry naît à Brighton, en Angleterre. Il est issu de l'académie des Harlequins. Pendant qu'il étudie à l'université de Bath, il est sélectionné pour disputer le championnat du monde universitaire de rugby à sept en 2016 avec la Grande-Bretagne. Il y décroche la médaille d'argent après la défaite en finale des britanniques face à l'Australie,.

### En club
Zack Henry rejoint Rouen Normandie rugby à l'intersaison 2016. Il y commence sa carrière professionnelle lors de la saison 2016-2017 de Fédérale 1. En deux saisons avec le club normand, il aura joué 34 matchs et inscrit 254 points.
En mars 2018, il s'engage pour deux saisons avec l'USON Nevers. Il évolue en Pro D2 à partir de la saison 2018-2019. En deux saisons dans la Nièvre, il aura disputé 36 matchs et inscrit 314 points.
En février 2020, il s'engage en Premiership avec les Leicester Tigers pour la saison 2020-2021. La saison 2019-2020 de Premiership est interrompu en raison de la pandémie de Covid-19 et reprend en août 2020. Il joue donc 7 matchs de cette saison avec les Tigers.
En 2020-2021, il entre en jeu à la place de Nemani Nadolo pour la finale du Challenge européen opposant les Tigers à Montpellier. Les Français l'emportent sur le score de 17-18,.
Durant l'intersaison 2021, il s'engage en Top 14 avec la Section paloise jusqu'en 2023. Lors de sa première saison en Top 14, il dispute 15 matchs et inscrit 77 points, jouant la majorité des matches au poste d'arrière. Lors de la saison 2022-2023, à la suite du départ d'Antoine Hastoy, il devient le demi d'ouverture titulaire de la Section paloise et dispute 20 matchs de Top 14 et inscrit 285 points au pied.
Libre de tout contrat, il s'engage avec le Stade français Paris à partir de la saison 2023-2024 de Top 14. Lors de la 6e journée de la saison 2023-2024 de Top 14 face au Lyon OU, il inscrit 21 points des 36 points de son club avec un 8 sur 8 au pied, ce qui lui vaut de remporter l'oscar de la semaine du Midi olympique.

## Palmarès

### En club
- Finaliste du championnat de France de Fédérale 1 avec en 2018 avec le Rouen Normandie rugby
- Finaliste du Challenge européen en 2021 avec les Leicester Tigers

### En sélection nationale
- Finaliste du championnat du monde universitaire en 2016 avec la Grande-Bretagne à sept